# Draga, Nova Gorica
Draga je manjša gručasta vas v spodnji Vipavski dolini, administrativno spada pod Mestno občino Nova Gorica. Leži ob vasi Dornberk in na levem bregu reke Vipave. Hiše so zaradi lege na dvignjenem svetu zavarovane pred poplavami. Ima ugodno prometno lego, cesto in železnico Nova Gorica-Sežana.
Okoliške vasi Drage so  Batuje, Zalošče, Tabor, Potok pri Dornberku, Saksid, Gradišče nad Prvačino, Steske in Dornberk.